# Andrea Dip
Andrea Dip é uma jornalista brasileira. Trabalha como repórter especial na Agência Pública. Foi listada entre os 3.000 jornalistas brasileiros mais premiados.
Em 2014, uma pauta de sua autoria foi selecionada no Concurso Tim Lopes de Jornalismo Investigativo, na categoria especial "Violência sexual contra crianças e adolescentes no contexto da Copa do Mundo de 2014", o que lhe permitiu realizar a primeira história em quadrinhos jornalística apoiada por esse prêmio, "Meninas em jogo", publicada na Agência Pública, em 12 de maio de 2014.
Foi considerada "mulher inspiradora" em 2013 e 2014, na área de comunicação e audiovisual, pelo projeto feminista Think Olga. Em 2013, uma reportagem sua sobre violência obstétrica recebeu o Prêmio Visibilidade, que reconhece o trabalho jornalístico que divulga o serviço social e as políticas sociais.
Em 2016, Dip foi agraciada com o Troféu Mulher Imprensa, que homenageia as jornalistas brasileiras que mais se destacaram em determinado ano.
Dentre as temáticas que aborda em sua atuação jornalística estão a violência contra as mulheres e as consequências do encarceramento em massa no Brasil. Jornalista desde 2001, Dip trabalhou na revista Caros Amigos e já colaborou para Marie Claire e Trip, entre outras. Sua narrativa caracteriza-se por enfatizar "o individualismo do drama pessoal", registrando "o sofrimento e drama diário do indivíduo".

## "Meninas em jogo"
A reportagem em quadrinhos "Meninas em jogo" foi composta por cinco capítulos, num total de oitenta páginas, e retratou denúncias de exploração sexual de meninas em Fortaleza e outras cidades cearenses, durante a Copa do Mundo de 2014. Contou com a participação do quadrinista De Maio. Foi a primeira reportagem em quadrinhos publicada pela Agência Pública. A apuração jornalística durou três meses.
A pauta foi possível a partir do Concurso Tim Lopes de Jornalismo Investigativo, que concedeu um apoio para a realização da pauta "Jogo sujo: Copa faz crescer ameaça de exploração sexual infantil", que levou à produção da reportagem em quadrinhos.
Uma análise da reportagem destacou que esta "é cortada o tempo todo por dados de instituições oficiais e organizações sobre a prostituição e o tráfico de pessoas e observa-se também que não há presença de humor ou ironia, aproximando a narrativa, neste sentido, de uma reportagem tradicional".
Em entrevista ao Knight Center, em 2014, Dip afirmou que a opção pelos quadrinhos lhe permitiu "ambientar e contextualizar sem expor as meninas, inovar no formato e na linguagem e trazer essa realidade para perto do leitor, porque ele acompanha o processo de apuração, entrevistas e até do encontro com a falta de dados e informações".

## Prêmios
- Troféu Mulher Imprensa, categoria “Repórter de site de notícias”, 2016[18]
- Concurso Tim Lopes de Jornalismo Investigativo, categoria especial "Violência sexual contra crianças e adolescentes no contexto da Copa do Mundo de 2014", 2014[16]
- Prêmio Visibilidade, categoria "Reportagens", 2013[9]